# 優先IUPAC名
化学物質命名法において、優先IUPAC名（ゆうせんIUPACめい、英語: Preferred IUPAC name、略称PIN）は、化学物質に割り当てられ、IUPAC命名法によって生成される可能性のある名前の中から抜擢された名前である。「優先IUPAC命名法」では、唯一の名前を決定することが重要な状況で、複数の可能性の中から選択するための一連の規則が提供されている。これは、法律や規制の文書中での使用を目的としている。
優先IUPAC名は、IUPACが少なくとも単一の炭素原子を含むが、アルカリ金属、アルカリ土類金属及び遷移金属を含まない化合物として定義している有機化合物にのみ適用され、有機化合物の命名法を用いて命名することができる（下記参照）。残りの有機化合物および無機化合物の規則はまだ開発中である。PINの概念は、『有機化学の命名法: IUPACの推薦と優先名2013」の入門章と第5章で定義されていて、またそれは、2つの以前の出版物である『有機化学の命名法』（1979年、ブルーブック）、および『有機化合物のIUPAC命名法のガイド』と互換性がある。PIN勧告の完全な草案（「有機化合物の命名法における優先名」、2004年10月7日の草案）も利用可能である。

## 定義
優先IUPAC名またはPINとは、2つ以上のIUPAC名の中で優先される名前でのことである。IUPAC名とは、推奨されるIUPAC規則を満たす体系名のことである。IUPAC名には、保存名（retained name）が含まれる。一般IUPAC名（general IUPAC name）とは、「優先IUPAC名」ではない任意のIUPAC名のことである。保存名とは、従来の名前、または頻繁に使用される名前のことで、通常は慣用名であり、IUPAC命名法で使用できる。
体系的な名前は人間が読み取れないことが多いため、PINは保持名である可能性がある。IUPACの命名規則に従って自動的に発生するIUPAC名とは異なり、「PIN」と「保存名」の両方を明示的に選択する必要がある（IUPACによって確立される）。したがって、PINは、保存名（例えば、ベンゼノールおよびエタン酸の代わりにフェノールおよび酢酸）であり、他の場合には、非常に一般的な保存名よりも体系的な名前が（例えば、プロパン-2-オンをアセトンの代わりに）選択された。
予備選択名（preselected name）とは、親ヒドリドまたは炭素を含まない他の親構造（無機親）の2つ以上の名前の中から選択される優先名のことである。「予備選択名」は、有機誘導体のPINの基礎として有機化合物の命名法に使用される。それらは、炭素それ自身を含まない有機化合物の誘導体に必要とされる。予備選択名は、必ずしも無機化学命名法におけるPINである必要はない。

## 基本原理
国際純正・応用化学連合 (IUPAC) が開発した化学命名法の体系では、伝統的に化学名が明確であることを保証することを重点に置いていた。しかし、単一の物質は、トルエンのような複数の許容可能な名前を持つことができるが、これは「メチルベンゼン」または「フェニルメタン」と正しく命名されることもある。一部の代替名は、より一般的な状況では「保存名」として使用できる。例えば、テトラヒドロフランは、優先IUPAC名が「オキソラン」であっても、一般的な有機溶媒として明確で受け入れ可能な名前のままである。
置換命名法（substitutive nomenclature、親構造における水素原子の置換）は、例えばジエチルエーテルの代わりに「エトキシエタン」、四塩化炭素の代わりに「テトラクロロメタン」というように、最も広く使用される。官能種類（functional class）命名法（基官能〔radicofunctional〕命名法とも呼ばれる）は、酸無水物、エステル、ハロゲン化アシル、擬ハロゲンおよび塩に使用される。また、骨格代置（replacement）命名法、付加（additive）命名法、減去（substractive）命名法、接合（conjuctive）命名法が適用される。

## 保存IUPAC名
単純な有機化合物の非体系的で慣用的な保存名（例えば、ギ酸や酢酸）の数は、優先IUPAC名ではかなり減少した。しかし、一般命名法ではより大きな保存名のセットが利用可能である。単純単糖、α-アミノ酸、および多くの天然物の伝統的な名前は、優先IUPAC名として保持されている。これらの場合、体系的な名前は非常に複雑で、事実上使用されることはない。水自体の名前（water）は、保存IUPAC名である。

## 有機化合物の命名法の範囲
IUPAC命名法では、炭素原子を含むすべての化合物が有機化合物と見なされる。有機命名法は、13族から17族までの元素を含む有機化合物にのみ適用される。1族から12族の有機金属化合物は、有機命名法で対応していない。